# Microhystricia gourlayi
Microhystricia gourlayi là một loài ruồi trong họ Tachinidae.